# Indosinosuchus

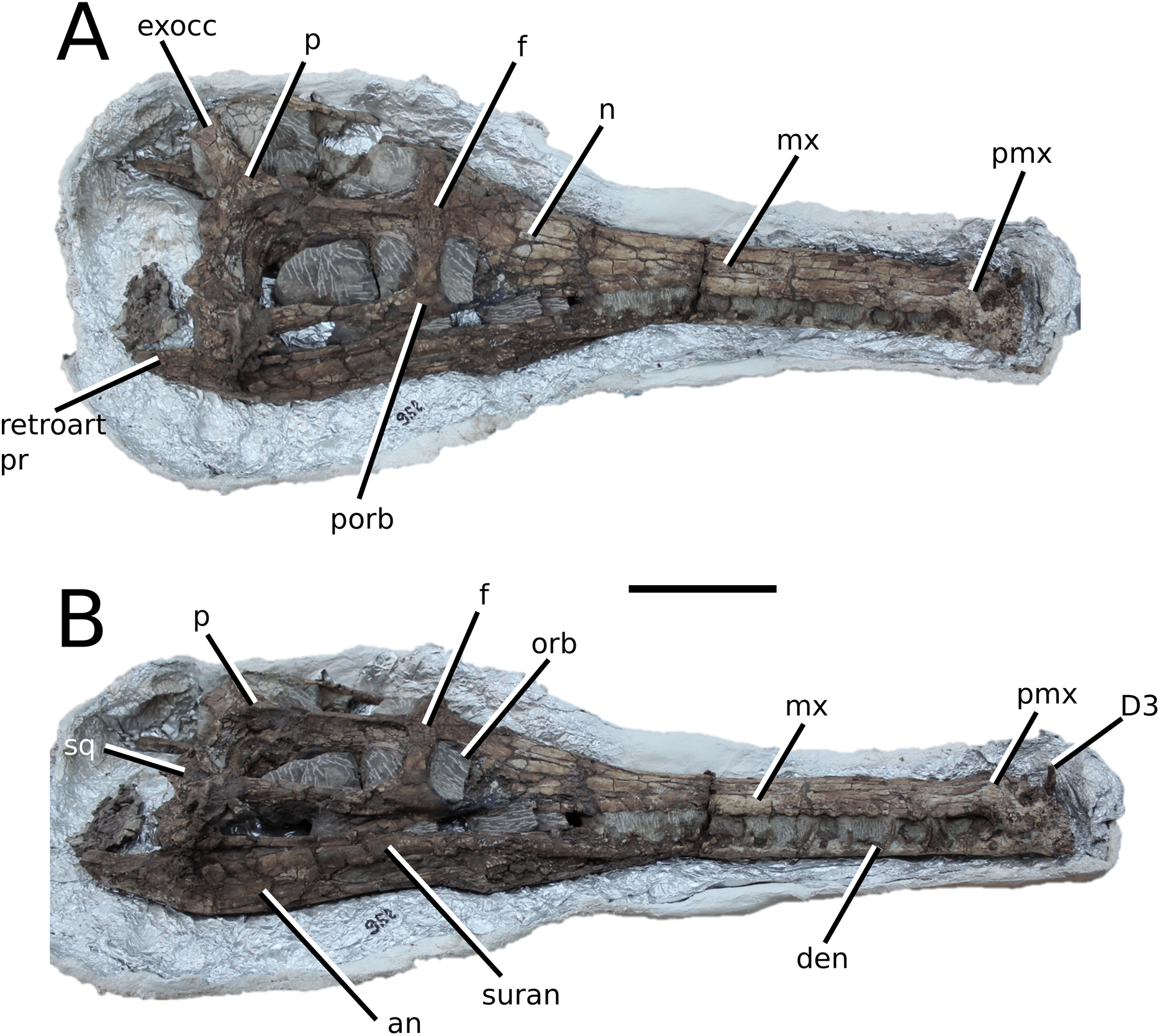
Cráneo de I. kalasinensis.

Indosinosuchus es un género extinto de crocodilomorfo teleosáurido que vivió durante el Jurásico de Tailandia. Se conoce a dos especies, la especie tipo I. potamosiamensis e I. kalasinensis, ambas procedentes de la Formación Phu Kradung. Indosinosuchus es el primer caso confirmado de un talatosuquio que vivió en hábitats de agua dulce.
Sus restos fósiles fueron recuperados en una capa inferior de la Formación Phu Kradung. No es claro a qué época corresponde este horizonte, pero se piensa que data del Jurásico Medio o del Jurásico Superior. si bien los datos palinológicos sugieren que data del Cretácico Inferior (época del Berriasiense).